# Mia Brogaard
Mia Birkehøj Brogaard, född 15 oktober 1981 med flicknamnet Olsen, är en dansk fotbollsspelare som spelar i försvaret. Hon spelar för Danmarks damlandslag i fotboll och den danska klubben Brøndby IF. Hon har även spelat med Hvidovre IF. Hon tog paus år 2010 för att föda sitt första barn och gjorde comeback i Bröndby 2012.